# Nanobe
Un nanobe est un type de structures nanométriques — d'où leur nom — de nature incertaine, découvertes en 1996 par un groupe de chercheurs australiens dans des grès issus de forages pétroliers au large de l'Australie-Occidentale par 3 400 à 5 100 m de profondeur. Chimiquement constitués principalement de carbone, d'oxygène et d'azote dans un milieu dominé par les silicates, la question de leur nature « vivante » demeure encore débattue, et leur identification aux nanobactéries, qui sont de même taille, n'est pour l'heure pas attestée, ces dernières ayant une paroi bactérienne qui semble absente chez les nanobes. Avec un diamètre compris entre 20 et 150 nm, ces structures semblent en effet trop petites pour contenir à la fois les enzymes nécessaires à une biochimie, le matériel génétique nécessaire pour coder ces enzymes, et les protéines nécessaires pour structurer la cellule et assembler ses enzymes (un simple ribosome mesure déjà typiquement 20 nm de diamètre).
Certains constituants de l'ADN ont été détectés dans ces structures, ce qui est surprenant dans la mesure où un simple brin d'ADN occuperait à lui seul près du dixième de l'épaisseur d'un nanobe ; l'hypothèse d'une contamination n'est d'ailleurs pas exclue pour expliquer la présence de cet ADN. L'analyse de coupes de nanobes a montré des structures évoquant une membrane cellulaire entourant un cytoplasme contenant en son centre une zone nucléaire diffuse, ce qui évoquerait un organisme procaryote. La question qui n'a pas été tranchée est de savoir si ces structures sont des entités biologiques ou de simples fragments d'organismes plus gros.
L'étude des nanobes a suscité un vif intérêt au début des années 2000 comme réponse possible à la question de l'origine de la vie sur Terre, appuyant une hypothèse d'abiogenèse souterraine impliquant des nanobactéries relancée par une célèbre micrographie de la météorite martienne ALH 84001 montrant une structure d'apparence bactérienne.

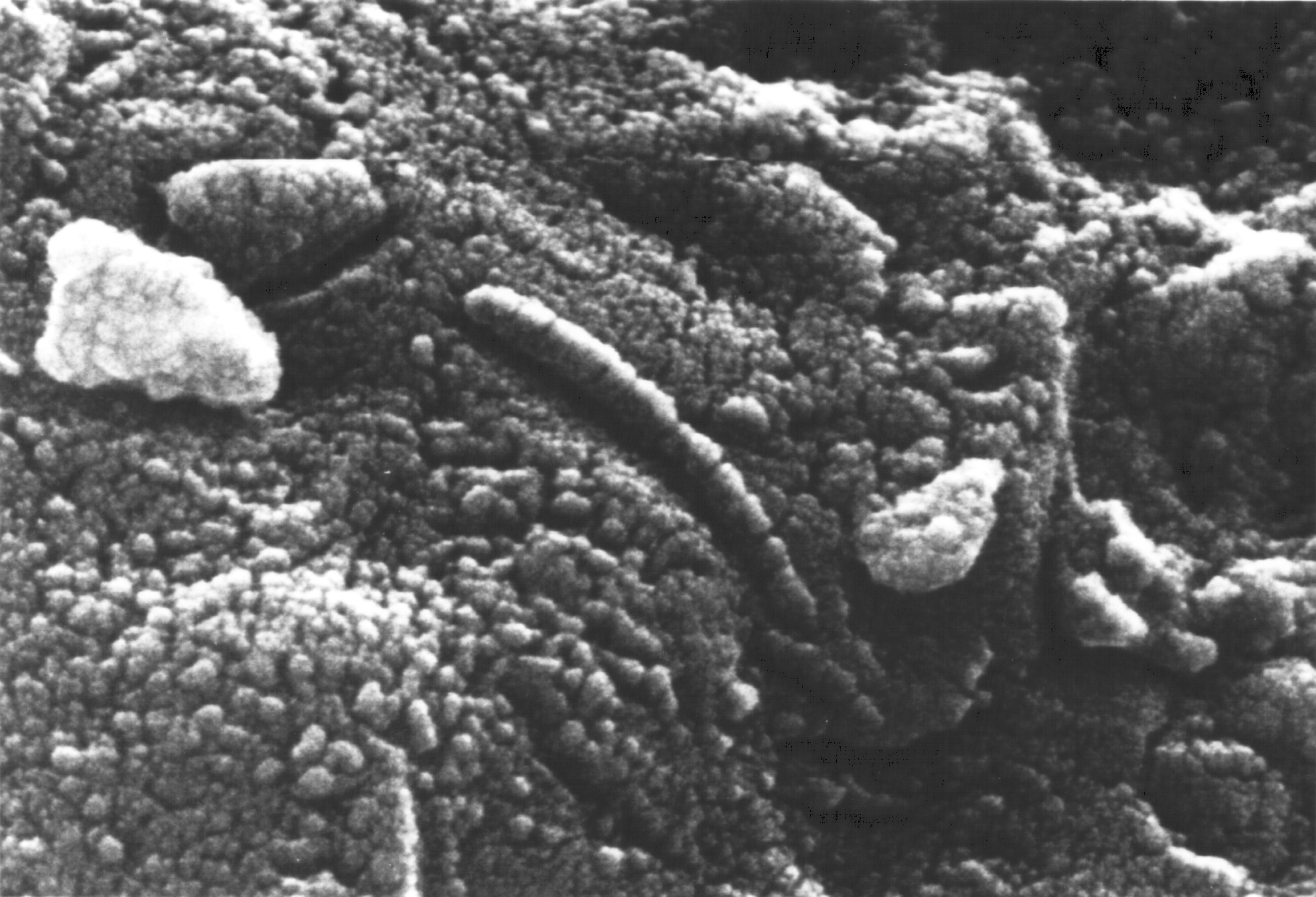
Structure d'apparence bactérienne sur la météorite martienne ALH 84001.

## Articles liés
- Abiogenèse
- Nanobactérie
- ALH 84001